# Comuna Balîn, Dunaiivți
Balîn (în ucraineană Балин) este o comună în raionul Dunaiivți, regiunea Hmelnîțkîi, Ucraina, formată din satele Balîn (reședința) și Petrivske.

## Demografie
Componența lingvistică a comunei Balîn
     Ucraineană (98,74%)
     Alte limbi (0,87%)
Conform recensământului din 2001, majoritatea populației comunei Balîn era vorbitoare de ucraineană (98,74%), existând în minoritate și vorbitori de alte limbi.